# Arthrostylidium reflexum
Arthrostylidium reflexum là một loài tre thuộc chi Arthrostylidium trong họ Hòa thảo. Loài này được C.L.Hitchc. & Ekman mô tả khoa học đầu tiên năm 1936.